# Сибирь (трикотажная фабрика)
Трикотажная фабрика «Сибирь» — предприятие текстильной промышленности, основанное в 1928 году в Новосибирске.

## История
Трикотажная фабрика была создана в 1928 и первоначально была в ведении правительственных организаций лёгкой промышленности РСФСР.
В период Великой Отечественной войны изготавливала продукцию для фронта: носки, чулки, обмотки, мужское бельё.
В 1970—1980 годы предприятие получило заметное развитие, в это время здесь было установлено свыше 500 единиц вязальной и швейной техники (в том числе автоматической). Велось строительство красильно-отделочного производства. Выпускались бельевой и верхний трикотаж, чулочно-носочные изделия. В соревнованиях предприятий лёгкой промышленности РСФСР фабрика неоднократно занимала различные классные места.
По данным на 2000 год «Сибирь» выпускала мужские и женские джемперы, юбки, женские костюмы и т. д.

## Руководители
- М. Ф. Желонкин (1928—1932)
- М. В. Алексеев (1932—1942, 1947—1952)
- В. В. Букалов (1942)
- М. Д. Лурьев (1942—1944)
- Д. С. Тимохин (1944—1945)
- Н. Д. Селезнёв (1945—1946)
- П. В. Атаман (1946—1947)
- И. Н. Киселёв (1952—1966)
- Д. Д. Родыгин (1966—1972)
- Е. И. Монахова (1972—1987)
- В. Я. Кривенко (1987—1998)
- В. И. Зайцев[1]